# Статистика і рекорди ФК «Кремінь»
«Кремінь» (Кременчук) — український футбольний клуб. У статті нижче наведені історичні та поточні статистичні дані та досягнення, які стосуються клубу.

## Нещодавні сезони

### Статистика уПрем'єр-лізі України
- Сезонів у Прем'єр-лізі: 6
- Найкраща позиція в Прем'єр-лізі: 9 (2 рази)
- Найгірша позиція в Прем'єр-лізі: 15 (2 рази)
- Найдовша переможна серія в Прем'єр-лізі: 14 (2005–06)
- Найдовша безпрограшна серія в матчах чемпіонату:   ()
- Найдовша безпрограшна домашня серія в матчах чемпіонату:   матчів ()
- Найдовша переможна домашня серія в матчах чемпіонату:   матчів ()
- Найдовша забивна серія в чемпіонаті:   матчів ()
- Найдовша домашня забивна серія в чемпіонаті:   матчів ()
- Найбільша кількість забитих м'ячів у чемпіонаті: 46 (1995–96)
- Найбільша кількість забитих м'ячів в одному поєдинку: «Кремінь» 6 - «Карпати» 1 (1949–50)
- Найбільша кількість пропущених м'ячів в одному поєдинку: «Буковина» 6 - «Кремінь» 0 (11 жовтня 1992)
- Найбільша кількість перемог у чемпіонаті за сезон: 14 (1995–96)
- Найбільша кількість нічиїх у чемпіонаті за сезон: 11 (1992–93)
- Найбільша кількість поразок у чемпіонаті за сезон: 20 (1996–97)
- Найменша кількість перемог у чемпіонаті за сезон: 4 (1992)
- Найменша кількість нічиїх у чемпіонаті за сезон: 3 (1996–97)
- Найменша кількість поразок у чемпіонаті за сезон: 6 (1992)
- Найбільша кількість набраних очок до початку Зимової перерви:  очок ()
- Підсумкова таблиця Прем'єр-ліги України за всю історію змагання: 19 місце

## Гравці

### Національних збірних
- Перший гравець у національній збірній України: Ігор Жабченко (проти Білорусі, 28 жовтня 1992 року[1]).
- Інші гравці національних збірних: Юрій Магдієв та Муслім Агаєв (обидва — Туркменістан)[2].
- Найбільша кількість зіграних матчів у національній збірній протягом виступів за «Кремень»: 1 — Ігор Жабченко — Україна.